# Henry David

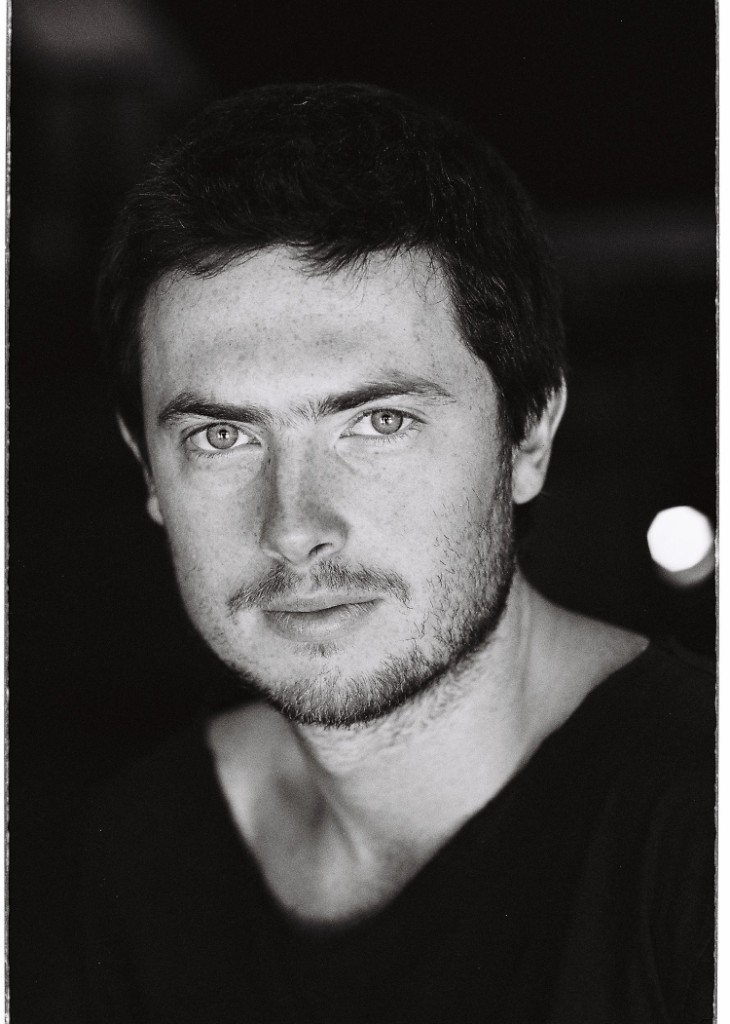
Henry David

Henry David (hebräisch הנרי דוד; russisch Генри Давид; * 28. April 1979 in Baku, Aserbaidschanische SSR) ist ein israelischer Schauspieler.

## Leben
Henry David wurde als Genrich Ronaldowitsch Ter-Markarjan in Baku geboren und ist jüdisch-armenischer Abstammung. Als er fünf Jahre alt war, zog seine Familie zunächst nach Moskau. Als er elf Jahre alt war, wanderte seine Familie schließlich nach Israel aus, wo sie sich im Raum Tel Aviv niederließ. Als er 17 Jahre alt war, starb sein Vater bei einem Autounfall. Ab 1999 besuchte er in Tel Aviv eine Schauspielschule, die er aber zwei Jahre später abbrach. Dennoch begann er anschließend als Theaterschauspieler zu arbeiten, unter anderem am russischsprachigen Gescher-Theater in Tel Aviv.
Ab 2006 kam er dann zum Film, er übernahm die Hauptrolle in der Serie A Touch Away. Der endgültige Durchbruch als Fernseh- und Filmschauspieler gelang ihm schließlich im Jahr 2009.
In diesem Jahr stand er zunächst für die russischsprachige, israelische Serie Troika vor der Kamera. Im selben Jahre spielte er die Hauptrolle im russischen Film Olympus Inferno sowie in Danny Lerners Actionthriller The Assassin Next Door an der Seite von Olga Kurylenko. Auch in HaBodedim war er einer der Hauptdarsteller.
2010 stand er für Rabies – A Big Slasher Massacre zusammen mit Ania Bukstein und Lior Ashkenazi vor der Kamera.
Er lebt heute in Petach Tikwa, ist verheiratet und hat zwei Kinder. Er ist nach wie vor auch als Theaterschauspieler aktiv.

## Filmografie (Auswahl)
- 2006: A Touch Away
- 2007: Screenz
- 2009: Troika
- 2009: Olympus Inferno
- 2009: The Assassin Next Door (Kirot)
- 2009: HaBodedim
- 2009: Milch und Honig (Revivre)
- 2010: Rabies – A Big Slasher Massacre
- 2011: Restoration
- 2012: Rock the Casbah
- 2014: Galis: The Journey to Astra
- 2016: Das Geheimnis des Sohar